# Čarodějův učedník (Eduard Štorch)
Čarodějův učedník je povídka pro děti a mládež českého spisovatele, pedagoga a archeologa Eduarda Štorcha z roku 1910. V roce 1920 vyšla i ve sbírce V šeru dávných věků. V roce 1997 ji knižně vydalo nakladatelství Goldstein & Goldstein.
Příběh se odehrává v době bronzové okolo let 800 před naším letopočtem na území dnešní Prahy. Děj je rozdělen do tří částí:
- Smrt Lesního medvěda
- V šamanově zajetí
- Větříkův návrat

## Postavy
- Větřík – hlavní hrdina, chlapec, syn Lesního medvěda z rodu Medvědů
- Lesní medvěd – otec Větříka
- Vlaštovice – žena Lesního medvěda
- čaroděj – šaman
- Říčka
- Šilhavec
- Jelenice – stařena, pamětnice

## Děj
Otec chlapce Větříka Lesní medvěd onemocní. Větřík jde pro pomoc k místnímu čaroději–šamanovi a stává se jeho učedníkem. Čaroděj, který je v rodě Medvědů respektován vyhání zlé duchy z těla Lesního medvěda, ale ten přesto umírá. Větřík si uvědomí, že čaroděj jen obelhává lidi a uteče od něj. Po deseti letech se vrací domů jako statný muž. Přichází však do napjaté situace, kdy hrozí konflikt s nepřáteli. Polovina jeho kmene jej následuje na břeh jezera, kde vystaví osadu na kůlech chráněnou proti nočním přepadům. Druhá polovina zůstává s šamanem, který spřádá plány proti Větříkovi a jeho lidem. 

Větřík v doprovodu svých tří mužů narazí v lese na členy cizího kmene a sjedná s nimi mír. Proradný čaroděj je nalezen v jámě rozdupán divokým turem. Kmen Medvědů se bez šamanových intrik opět spojí.

## Vydání
- Čarodějův učedník: povídka z pravěku, 1. vydání, Nákladem tiskového výboru Českoslovanské demokratické strany dělnické, Dělnická knihtiskárna v Praze, 1910, ilustrace Ad. Kašpar
- Čarodějův učedník: příběh z doby bronzové, 2. vydání, Goldstein & Goldstein, 1997, 78 stran, ISBN 80-86094-11-1